# Philine Schmölzer
Philine Schmölzer (* 15. März 1998 in Villach) ist eine österreichische Schauspielerin.  

## Leben
Philine Schmölzer ging mit 16 Jahren zum Casting für den ORF-Landkrimi Wenn du wüsstest, wie schön es hier ist aus Kärnten, in dem sie unter der Regie von Andreas Prochaska die Rolle der Melanie Steiner verkörperte. In der ORF-Stadtkomödie Harri Pinter, Drecksau von Regisseur Andreas Schmied mit Juergen Maurer in der Titelrolle war sie als Michi Ebner zu sehen. Eine Schauspielausbildung erhielt sie ab 2017 an der Hochschule für Schauspielkunst Ernst Busch in Berlin, die sie 2021 abschloss.
Episodenrollen hatte sie unter anderem in Meiberger – Im Kopf des Täters sowie 2019 in der ORF/ZDF-Serie SOKO Donau. 2019/20 stand sie auf der Schaubühne Berlin in Der kaukasische Kreidekreis unter Peter Kleinert auf der Bühne. 2020 spielte sie an der Volksbühne Berlin unter Josephine Witt die Medusa in Medusa/Nemesis.
Seit der Spielzeit 2021/22 ist sie Teil des Berliner Ensembles, wo sie im Oktober 2021 als Mary Warren in Arthur Millers Hexenjagd Premiere feierte und ab November 2021 in Der Weg zurück von Dennis Kelly sowie ab Jänner 2022 als Wahida in Vögel  von Wajdi Mouawad zu sehen war. Im Frühjahr 2022 stand sie für den ARD/ORF-Fernsehfilm Die Flut – Tod am Deich basierend auf dem Roman Hauke Haiens Tod von Andrea Paluch und Robert Habeck mit Anton Spieker unter der Regie von Andreas Prochaska in der weiblichen Hauptrolle als Wienke vor der Kamera. 2024 wurde sie für die vierte Staffel der RTL-Serie Sisi für die Rolle der Sophie in Bayern verpflichtet. Im selben Jahr erhielt sie den Bruno-Gironcoli-Förderpreis. Im Krimi An der Grenze von ZDF und ServusTV übernahm sie 2025 an der Seite von Lavinia Wilson die Rolle der Ermittlerin Daphne Meindl. Ebenfalls 2025 war sie in der ZDFneo-Produktion Crystal Wall zu sehen. Dabei spielte sie die Schwester des männlichen Protagonisten, der von Gustav Schmidt verkörpert wird.

## Filmografie (Auswahl)
- 2015: Landkrimi – Wenn du wüsstest, wie schön es hier ist (Fernsehfilm)
- 2017: Von neun bis elf (Kurzfilm)
- 2017: Stadtkomödie – Harri Pinter, Drecksau (Fernsehfilm)
- 2018: In aller Freundschaft – Die Krankenschwestern – Lügen und Geständnisse (Fernsehserie)
- 2018: Meiberger – Im Kopf des Täters – Tödliche Gedanken (Fernsehserie)
- 2019: SOKO Donau/SOKO Wien – Entfesselt (Fernsehserie)
- 2020: Give Me Up – Wie einen Fisch auf dem Trockenen
- 2023: Die Flut – Tod am Deich (Fernsehfilm)
- 2024: Sisi (Fernsehserie)
- 2025: Crystal Wall (Fernsehserie)

## Hörspiele (Auswahl)
- 2021: Matthias Brandt: Blackbird (Jaqueline) – Regie: Leonhard Koppelmann (Hörspielbearbeitung – HR)

## Auszeichnungen
- 2024: Bruno-Gironcoli-Förderpreis[11][13][14]